# Hyperparasit

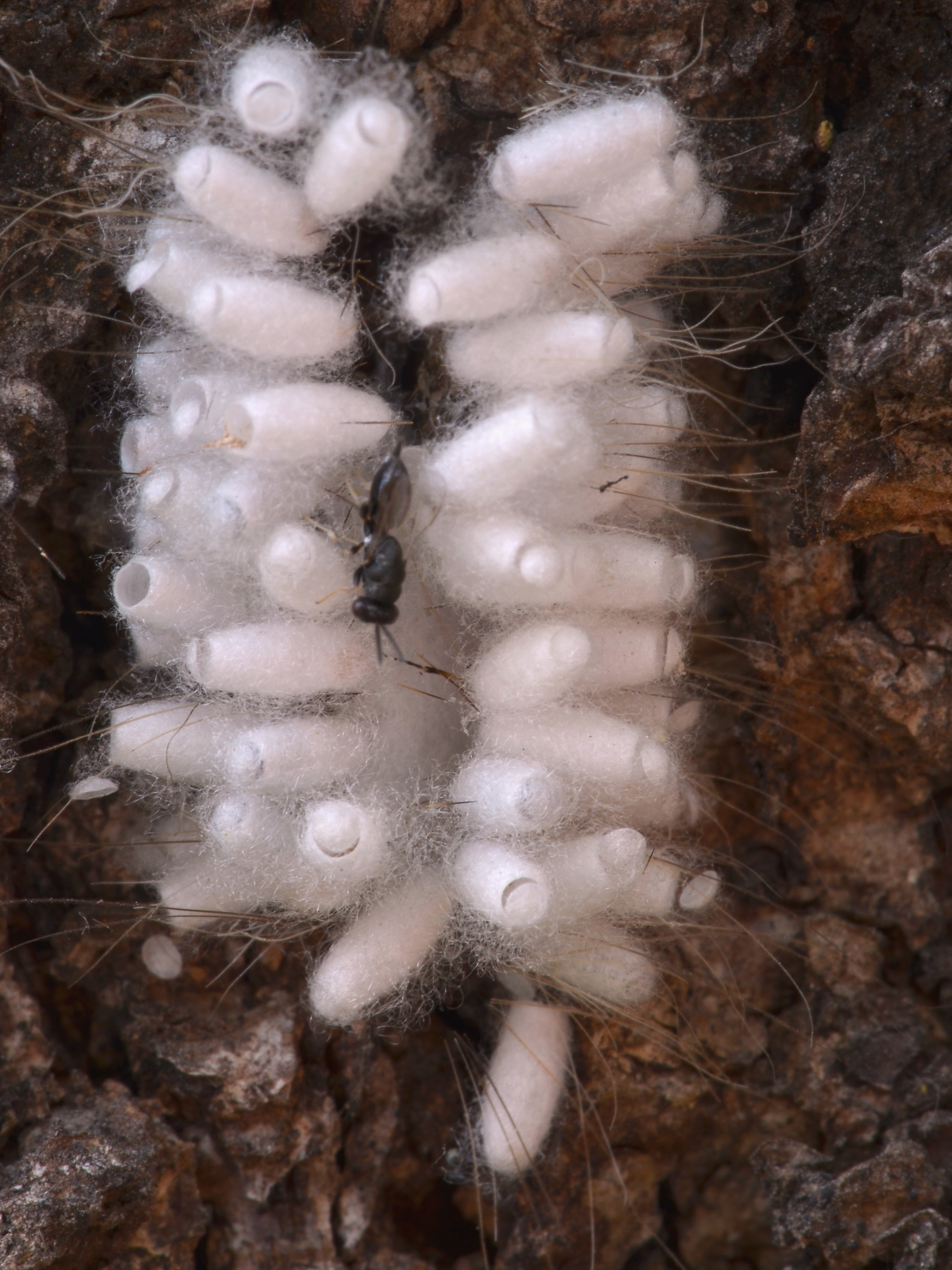
Ein Hyperparasit (Erzwespe der Familie Pteromalidae) auf Kokons einer Brackwespen-Art, die selbst Schmetterlingsraupen parasitiert hat

Unter Hyperparasiten versteht man in der Biologie Parasiten, die andere Parasiten befallen. Man unterscheidet obligate Hyperparasiten, die für ihre Entwicklung zwingend auf eine andere Art angewiesen sind, die selbst parasitisch lebt, und fakultative Hyperparasiten, die daneben auch primäre Wirte akzeptieren; in der Regel befallen diese den Primärwirt, und dann, wenn dieser bereits selbst parasitiert ist, stattdessen den Parasiten. Hyperparasitismus ist verbreitet bei echten Parasiten und bei Parasitoiden. Hier wird begrifflich in der Regel nicht mehr unterschieden, d. h., es ist üblicher, auch in diesem Fall von Hyperparasiten (an Stelle von „Hyperparasitoiden“) zu sprechen.

## Beispiele

### Pflanzenpathogene Pilze
Zahlreiche pflanzenpathogene Pilzarten werden selbst von parasitisch lebenden Pilzen, Bakterien oder Viren befallen. Zum Beispiel wird der verbreitete Pflanzenparasit Sclerotinia, der Nekrosen oder Absterben von Pflanzenorganen verursacht, selbst von den spezialisierten hyperparasitischen Pilzarten Coniothyrium minitans und Sporidesmium sclerotivorum attackiert. Andere hyperparasitische Pilzarten befallen pflanzenpathogene Pilze in lebendem Pflanzengewebe, woraus verwickelte biotische Beziehungen (unter Einschluss der Wirtspflanzenarten) resultieren.

### Parasitoide Insekten

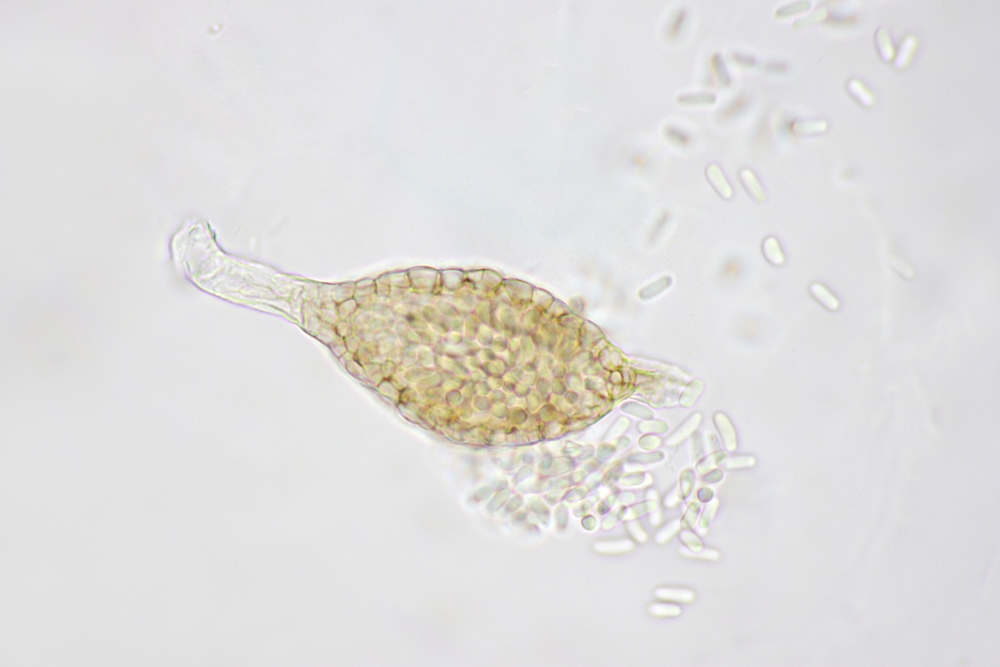
Ampelomyces quisqualis, Hyperparasit auf Erysiphales (Echte Mehltaupilze)

Hyperparasitische Insektenarten treten in drei Ordnungen auf, den Hautflüglern, Zweiflüglern und Käfern. Wirt der Hyperparasiten ist eine andere Insektenart, die als Parasitoid lebt, meist bei einer pflanzenfressenden (phytophagen) Art, aber gelegentlich auch bei räuberischen oder saprophagen Wirten. Wie bei den Parasitoiden selbst gibt es auch bei Hyperparasiten sich im Körperinneren des Wirts entwickelnde Endoparasiten und von außen an ihm fressende Ektoparasiten. Außerdem unterscheidet man direkte Hyperparasiten, die gezielt den Parasitoiden mit Eiern belegen, von indirekten, die den Wirt parasitieren, unabhängig davon, ob dieser selbst parasitiert ist oder nicht. Hyperparasiten sind unter den Hymenopteren verbreitet bei elf Familien der Erzwespen (Chalcidoidea), vier Unterfamilien der Schlupfwespen (Ichneumonidae), sehr vielen Ceraphronidae und Megaspilidae, Gallwespen der Unterfamilie Alloxystinae und einigen Arten der kleinen Familie Trigonalidae. Bei den Dipteren treten sie in den Familien Bombyliidae und Conopidae auf. Hyperparasiten bei Käfern sind selten und auf wenige Arten der Rhipiphoridae und Cleridae beschränkt.
Am besten erforscht wegen ihrer ökonomischen Bedeutung sind Hyperparasiten von Parasitoiden der Blattläuse (Aphidoidea). Diese umfassen die Gattungen Asaphes, Pachyneuron und Coruna (Pteromalidae), Aphidencyrtus (Encyrtidae) und Tetrastichus (alles Goldwespen), die Gattung Dendrocerus (Megaspilidae) und die Gattungen Alloxysta, Phaenoglyphis, Lytoxysta (Gallwespen). Ihre Wirte sind die Brackwespen der Unterfamilie Aphidiinae und die Erzwespen der Familie Aphelinidae. Beispielsweise legt das Weibchen von Allocysta victrix sein Ei in eine bereits parasitierte, aber noch aktive Blattlaus, wobei sie durch die Kutikula des Wirts hindurch gezielt die Parasitenlarve ansticht. Ihr eigenes Ei bleibt zunächst dormant. Erst wenn der primäre Parasitoid die Blattlaus abgetötet hat und sich in der verbleibenden Hülle („Blattlausmumie“) verpuppen will, schlüpft die Larve des Hyperparasiten, die die Parasitenlarve von innen her ausfrisst und abtötet.

## Heteronome Hyperparasiten und Autoparasitoide
Ein Spezialfall unter den parasitoiden Hautflüglern sind einige Arten, bei denen sich das Weibchen in einem anderen Wirt entwickelt als das Männchen (heteronome Parasitoide). Bekannt sind einige Arten der (auch in der biologischen Schädlingsbekämpfung bedeutsamen) Gattung Encarsia (Familie Aphelinidae). Hier entwickelt sich das Weibchen als normaler Parasitoid in Blattläusen oder anderen Schnabelkerfen, während sich Männchen als Hyperparasitoide an den Parasitoidenlarven, entweder einer anderen oder auch der eigenen Art, entwickeln – in diesem Fall spricht man von Autoparasitoiden.

## Kleptoparasiten als Hyperparasiten
Ein Kleptoparasit ist ein Parasit, der einer anderen Art deren Nahrung stiehlt oder raubt. Einige parasitoide Hautflügler sind zur erfolgreichen Parasitierung ihres Wirts auf die (unfreiwillige) Mithilfe einer verwandten Art angewiesen. Zum Beispiel ist die Schlupfwespe Pseudorhyssa nigricornis ein Parasitoid von Holzwespen-Larven, kann aber das harte Holz, in dem die Holzwespenlarve lebt, mit ihrem Legebohrer nicht durchbohren. Sie parasitiert deshalb gezielt Tiere, die vorher von einer anderen Schlupfwespenart, Rhyssa persuasoria, bereits parasitiert worden sind, indem sie deren vorgebohrten Stichkanal ausnutzt.